# Aldershvile
Aldershvile var et slotslignende landsted ved Bagsværd sø. Landstedet blev opført i 1782 ved arkitekt Joseph Guione for læge Johan Theodor Holm de Holmskiold, der var blevet adlet året inden.
Bygningen var præget af tidens klassicisme med hvide mure, vinduerne i rolig rytme henover facaderne og en kraftigt betonet gesims. Taget var afvalmet, altså skrånede ned mod gavlene, og havde blåglaserede teglsten. Holmskjold boede ikke længe på Aldershvile, førend han døde. 
Da man gjorde boet op, opdagede myndighederne, at han var stærkt forgældet og sågar havde taget af diverse pengekasser, som havde været ham betroet (dronningens, postens og Den kongelige Porcelainsfabriks). Landstedet blev derfor afhændet, og næste ejer blev grev Ribbing, som var blevet landsforvist fra Sverige efter at have været involveret i mordet på Gustav 3.
Slottet nedbrændte i 1909 og står nu som Aldershvile Slotsruin. Da slottet nedbrændte var det beboet af Angelica Sponneck f. Pierri, senere Angelica Ewans, "grevinden af Bagsværd".
Gladsaxe Kommune overtog ruinen og den resterende del af parken i 1927. I 1974 blev ruinen fredet. I 1976 overtog kommunen jorderne med de sekundære bygninger.
Der findes derudover en række bygninger og monumenter i parken fra den første tid, således Stenhuset, Slotsparken 98 (ca. 1790), en vognport, Slotsparken 31, Sølyst, Slotsparken 32A (opr. kaldet Udsigten, 1782). I parken er der bl.a. en grotte fra den oprindelige have samt et par betonbroer fra årene omkring 1. verdenskrig opført af grosserer Carl Olesen, der også var bygherre for Slotspavillonen, tegnet af Carl Thonning.

## Ejerliste
- 1780-1794 Johan Theodor Holmskiold
- 1794-1798 Adolph Ribbing
- 1798-1804 Peter Lotharius Oxholm
- 1804 -? Peter Nicolai Arbo
- 1866-? Christian Hermann baron Stampe
- 1897-1900 S.A. van der Aa Kühle
- 1900-1911 Angelica rigsgrevinde von Sponneck
- 1911-1917 Gustav Meyer
- 1917-1927 Carl Olesen
- 1927-nu Gladsaxe Kommune